# The Voidoids
The Voidoids (também chamada de Richard Hell and The Voidoids) é uma banda de punk rock dos Estados Unidos.

## História
Formada nos anos 70 na cidade de Nova Iorque e liderada pelo ex-baixista do Television, Richard Hell. The Voidoids ou Richard Hell and The Voidoids, como é popularmente conhecida, foi uma das bandas precursoras do movimento punk de Nova Iorque.
De seus discos e singles a canção que mais marcou foi "Blank Generation" que, além de ter sido adotada pelo movimento punk de Nova Iorque como Hino, também influenciou artistas do outro lado do oceano como os do grupo Sex Pistols da Inglaterra.

## Discografia

### Álbuns
- Blank Generation, 1973
- Destiny Street, 1976
- Funhunt (live álbum), 1985

### Singles
- Another World, 1974
- Blank Generation, 1976
- The Kid with the Replaceable Head, 1977

## Membros
- Richard Hell — vocais, baixo
- Robert Quine — guitarra
- Ivan Julian — guitarra
- Marc Bell — Bateria